# Fakeerabudihal, Badami
Fakeerabudihal là một làng thuộc tehsil Badami, huyện Bagalkot, bang Karnataka, Ấn Độ.